# Menselijke ecologie

Concentrische zonetheorie van Burgess
A. Zakendistrict
B. Transitiezone
C. Arbeidersbuurten
D. Middenklasse
E. Forensen

Menselijke of sociale ecologie (Engels: human ecology) is de leer van de interactie tussen de fysieke omgeving en de samenleving. Deze ontstond aan de Chicago School waar Park stelde dat beslissingen om zich ergens te vestigen worden beïnvloed door de topografie. Er lag een sterke nadruk op onderzoek van stadssamenlevingen.
Burgess werkte dat uit tot de concentrische zonetheorie, een ecologisch model van stedelijke groei waarbij het centrum van een stad wordt gevormd door een zakendistrict. Omdat huizeneigenaren speculeren op een groei van dat district, wordt er in de huizen daar net buiten vrijwel niet meer geïnvesteerd, met verpaupering tot gevolg. Buiten deze transitiezone bevinden zich de arbeiderswijken met daaromheen de beter gesitueerden. De bovenklasse bevindt zich in de buitenste schil. Tussen de schillen zou sprake zijn van 'successie' waarbij kansarme immigranten zich in de overgangszone vestigen om naar buiten te verhuizen zodra zij welvarender worden, wat generaties kan duren. Zo worden natural areas door 'segregatie' omgevormd tot homogene cultural areas. De processen die zich daarbij afspelen zijn onder meer:
- aggregatie (toename van de populatie binnen een gemeenschap);
- expansie (groei van het gebied);
- concentratie/ deconcentratie (toe- of afname van de bevolking op een gelijkblijvend grondgebied);
- invasie (de intocht in natural areas van mensen met bepaalde sociale kenmerken);
- successie (duurzame opvolging van mensen);
- migratie;
- segregatie (het scheiden van mensen met verschillende sociale kenmerken in verschillende natural areas);